# Język manus
Język manus – język austronezyjski używany na wyspie Flores w prowincji Małe Wyspy Sundajskie Wschodnie w Indonezji. Jego użytkownicy zamieszkują obszar pomiędzy terytoriami etnicznymi Manggarai i Ngadha, na północ od Rongga.
Jest blisko spokrewniony z językiem manggarai i bywa rozpatrywany jako jego dialekt. Nie został bliżej poznany przez lingwistów.
Bywa przyswajany jako język drugi; jest znany niektórym osobom z ludu Rongga.